# Terremoto de Illapel de 1971
El terremoto de Illapel de 1971 o terremoto de La Ligua de 1971 fue un movimiento sísmico ocurrido a las 23:04 (hora local) del jueves 8 de julio de 1971 en las cercanías de La Ligua, en la actual región de Valparaíso, Chile. El terremoto ocurrió el mismo día que se conmemoraban 241 años del megaterremoto de Valparaíso de 1730.

## Descripción
Fue percibido desde Antofagasta hasta Valdivia y afectó a las entonces provincias de Coquimbo, Valparaíso, Aconcagua y Santiago. Las ciudades más afectadas fueron Valparaíso, Los Vilos, Salamanca, Combarbalá, La Ligua e Illapel; el nivel de los daños en esta última hizo que la localidad se convirtiera en el rostro de la catástrofe, dándole nombre el terremoto.
El sismo afectó principalmente a las viviendas, debido a que el material de construcción más usado en la zona central de Chile era el adobe. En la ciudad de Petorca, de un total de 400 casas sólo se mantuvieron en pie 10, todas de madera. En Salamanca, ninguna casa resistió el movimiento. Las localidades de Quillota, Llay-Llay, La Calera, Los Andes, todas en la entonces provincia de Valparaíso, presentaron derrumbes en más del 50 o 60% de sus viviendas y edificios.
En Valparaíso, el sismo fue denominado por la prensa local como el más violento terremoto ocurrido desde 1906. Edificios públicos y hospitales colapsaron y también se produjeron algunos incendios, como aquel de la planta de ENAP. La cúpula de catedral de Valparaíso se derrumbó. Lo mismo sucedió con el cine-teatro Imperio, cuyo techo cayó sobre el público con resultados fatales.
El presidente Salvador Allende se dirigió por cadena radial al país pidiendo calma. Llegó a la zona afectada al día siguiente del sismo y decretó el lugar como «zona de catástrofe» y luego como «zona de emergencia» y nombró como jefe de zona al general Augusto Pinochet.
Producto de la catástrofe se dictó la Ley N°17.564, que modificó la institucionalidad vigente en materia de emergencias, y que creó los comités comunales de emergencia. Posteriormente, en 1974, fue creada la Oficina Nacional de Emergencia del Ministerio del Interior (Onemi).